# 試験方法
試験方法（しけんほうほう、英: test method）は、物理的試験、化学的試験、統計的試験など、科学や工学における試験の方法である。テスト方法とも呼ばれる。これは試験結果を得るための決定的な手順である。正確で適切な試験結果を確保するために、試験方法は「明確で、曖昧さがなく、実験的に実行可能」であり、「効果的で、再現性があること」が求められる。
試験は、与えられた試料、製品、プロセス、またはサービスの1つ以上の特性を決定する観察または実験と見なすことができる。試験の目的には、事前に予想される観察結果を決定し、実際に観察されたものと予想との比較が含まれる。試験の結果は、定性的（はい/いいえ）か、定量的（測定値）か、またはカテゴリ的であり、個人的な観測または精密測定器からの出力から得ることができる。
通常、試験結果は従属変数であり、試験の特定の条件または独立変数の尺度に基づいて測定された応答である。ただし、試験によっては、ある反応が起こる尺度を決定するために独立変数を変化させることがある。この場合の試験結果は独立変数となる。

## 重要性
ソフトウェア開発、工学、科学、製造、およびビジネスにおいて、その開発者、研究者、製造者、および関係者は、データの取得や測定の方法を理解し、合意を得る必要がある。ある物理特性が、その特性を試験または測定する正確な方法に強く影響されることは一般的である。そのため、実験や測定を十分に文書化することと同時に、仕様や契約や試験方法についても必要な文書化や説明をすることが不可欠である。
手始めに、信頼できる標準化団体が発行している標準化された試験方法から始めるのが適当である。既存の試験方法を変更したり、新しい試験方法を開発したりする方がより有効な場合もあるが、そのような自前の試験方法は検証する必要があり、場合によっては、主要な標準化された方法との技術的な同等性を示す必要がある。繰り返しになるが、文書化と完全な開示が必要である。
よく書かれた試験方法は重要である。しかし、それ以上に重要なのは、正しい特性や性質を測定する方法を選択することである。すべての試験や測定が等しく役立つわけではない。通常、試験結果は、ある目的に対する適合性を予測あるいは示唆するために用いられる。たとえば、ある製造品目が複数の構成要素からなる場合、試験方法はいくつかの尺度とのつながりを持つことがある。
- 原材料の試験結果は、その原材料から作られた部品の試験と関連付かなければならない。
- 部品の試験結果は、完成品の性能試験（英語版）と関連付かなければならない。
- 実験室での性能試験の結果は、現場での性能と関連付かなければならない。

これらの関連性や相関性は、公表された文献、工学的研究、または品質機能展開（QFD）のような正式な計画に基づいていることがある。試験方法の適合性の検証は、しばしば必要とされる。

## 記載内容
品質マネジメントシステム（QMS）は通常、試験で使用される手順の完全な文書化を求めている。試験方法の文書には、次のような内容が含まれる。
- 記述的なタイトル
- 評価される品目の分類範囲、方針など
- 最終有効改訂日および改訂指示
- 最新の試験方法検証への参照
- 試験方法、更新、逸脱に関する質問の責任者、事務所、または機関
- 試験方法およびその使用目的の意義または重要性
- 試験方法の意味を明確にするための用語と定義
- 試験を実施するために必要な装置および測定器の種類（場合によっては具体的な装置）
- サンプリング手順（標本の取得方法と準備方法、および標本の大きさ（英語版））
- 安全に関する注意事項
- 必要な校正と計測システム
- 自然環境への懸念と考慮事項
- 試験環境への懸念と考慮事項
- 試験を実施するための詳細な手順
- データの計算と解析
- データおよび試験方法の出力の解釈
- 報告書の形式、内容、データなど

## 検証
試験方法は、その有効性、適応性、および正確性についてしばしば精査される。試験方法の適用範囲を明確に定義し、適用範囲に含まれるすべての側面が、検証を通じて正確で再現可能であることを示すことが非常に重要である。
試験方法の検証では、多くの場合、次の事項が考慮される。
- 正確度と精度。正確度の実証で基準値がまだ存在しない場合は、その作成が必要となる場合がある。
- 反復性 (en:英語版) と再現性 (en:英語版) 。時にはゲージR&R（英語版）の形式で行われる。
- 範囲または試験方法が正確であると考えられる連続尺度（たとえば、10 Nから100 Nの静加力試験）。
- 測定分解能（空間的、時間的、またはその他）
- カーブフィッティング（通常は、直線化のため、校正された基準点間の補間を正しいとする）
- 堅牢性（ロバスト性）つまり、制御が困難な試験環境または装置における、潜在的で微妙な変数に対する感受性の度合い
- 最終用途の特性や性能を予測することの有用性
- 測定の不確かさ
- 研究室間の平行試験、またはラウンドロビン試験
- 他の種類の測定システム分析（英語版）

## 参照項目
- 認証標準物質
- データ解析
- 実験計画法
- 文書管理システム
- EPA試験方法（英語版）
- 統合テスト機能（英語版）
- 測定システム解析（英語版）
- 不確かさ (測定)
- メートル法化
- 観測誤差
- 反復 (統計)（英語版）
- 標本調査
- 仕様 (技術標準)
- テスト管理
- 検証と確認（英語版）

### 一般参照/書籍
- Pyzdek, T, "Quality Engineering Handbook", 2003, ISBN 0-8247-4614-7
- Godfrey, A. B., "Juran's Quality Handbook", 1999, ISBN 007034003X
- Kimothi, S. K., "The Uncertainty of Measurements: Physical and Chemical Metrology: Impact and Analysis", 2002, ISBN 0-87389-535-5

### 関連規格
- ASTM E177 Standard Practice for Use of the Terms Precision and Bias in ASTM Test Methods
- ASTM E691 Standard Practice for Conducting an Interlaboratory Study to Determine the Precision of a Test Method
- ASTM E1488 Standard Guide for Statistical Procedures to Use in Developing and Applying Test Methods
- ASTM E2282 Standard Guide for Defining the Test Result of a Test Method
- ASTM E2655 - Standard Guide for Reporting Uncertainty of Test Results and Use of the Term Measurement Uncertainty in ASTM Test Methods